# Instrument landing system

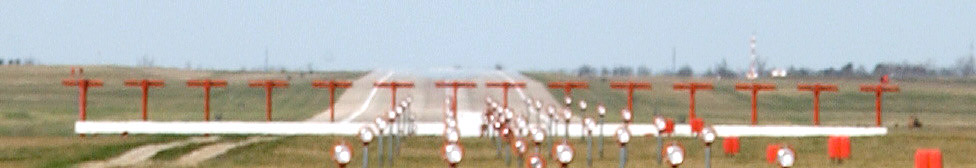
Localizer-antenne en approachverlichting bij Whiteman Air Force Base, Johnson County, Missouri

Het instrument landing system (ILS) is een radionavigatiesysteem waarmee in de luchtvaart een precisienadering van een landingsbaan kan worden uitgevoerd. Het is een naderingssysteem dat de piloot een nauwkeurig beeld geeft van de positie van zijn toestel ten opzichte van de ideale koerslijn en daalhoek naar een landingsbaan. Tevens geeft het ILS – indien gekoppeld aan een DME – een indicatie van de afstand tot aan het optimale landingspunt op de baan. ILS maakt landingen bij (zeer) slechte zichtcondities en automatische landingen mogelijk.

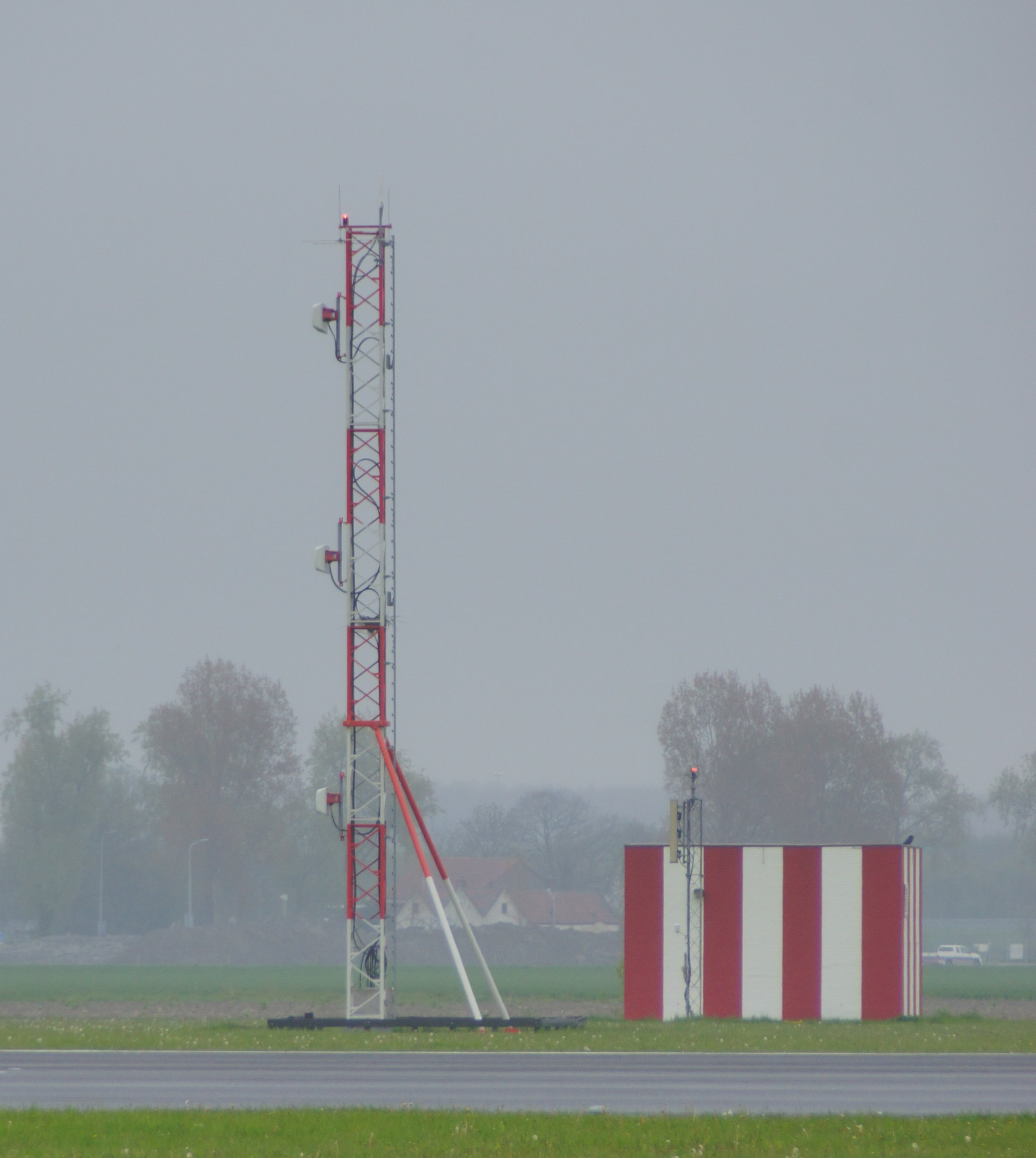
Glide-slope-antenne bij de Polderbaan, Schiphol

## Componenten
Een ILS bestaat uit de volgende elektronische componenten op de grond:
- Localizer - koerslijnbaken
- Glide Path Beacon - dalingslijnbaken

Vaak is aan een ILS gekoppeld (uitzendend op dezelfde frequentie):
- Distance Measuring Equipment (DME) - bepaalt de afstand tussen vliegtuig en landingsbaan

In het verleden waren ook vaak toegevoegd aan de ILS:
- Outer Marker - buitenmerkbaken
- Middle Marker - middenmerkbaken
- Inner Marker - binnenmerkbaken; is slechts zelden aanwezig

## Werking

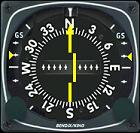
Course Deviation Indicator (CDI), hier gebruikt voor de weergave (hier in geel) van het localizer- en glidepathsignaal
Het vliegtuig bevindt zich iets links van de localizer en onder het glijpad

Weergave uitzending 90Hz- en 150Hz-signaal van de localizer- en glidepath-antennes

De localizer (LOC of LLZ in Europa) bestaat uit een rij antennes die aan het eind van de baan zijn geplaatst, symmetrisch ten opzichte van de centerlijn. Er worden twee soorten signalen uitgezonden.
Signaal 1: een amplitude-gemoduleerd signaal met tonen van 90 Hz en 150 Hz, die beide even sterk zijn (Carrier and Side Bands, CSB). Dit signaal is in het dekkingsgebied van de LLZ overal gelijk.
Signaal 2: een zogenaamd SBO-signaal (de afkorting van Side Band Only), dat ook gemoduleerd is met 90 Hz en 150 Hz en wat opgeteld met het CSB-signaal in de lucht afhankelijk van de hoek ten opzichte van de centerline een bepaalde amplitude oplevert.
In het vliegtuig worden de twee frequenties ontvangen. Vervolgens wordt er bepaald hoe sterk de signalen zijn. Zijn de signalen even sterk, dan wordt er op een vlieginstrument in de cockpit weergegeven dat men recht voor de baan vliegt. Is een van de twee signalen sterker, dan wordt er weergegeven dat men naar links of rechts moet. Projectie van de al dan niet aanwezige afwijking kan worden weer gegeven op bijvoorbeeld een horizontal situation indicator, een course deviation indicator (zie plaatje), of digitaal op een navigatie scherm. Een afwijking naar links of naar rechts kan hiermee worden gecorrigeerd.
Het glide path beacon bestaat uit verticaal geplaatste antennes op een paal die naast de baan staat, op ongeveer 300 m na de baandrempel en 100 m voor het punt waar men moet landen. De 90Hz- en 150Hz-tonen worden amplitude gemoduleerd op een draagfrequentie tussen de 329,15 MHz en 335 MHz (het CSB-signaal) en uitgezonden op de onderste antenne; de middelste antenne zendt het SBO-signaal uit. De bovenste antenne zorgt samen met de onderste antenne voor voldoende fly-upsignaal op de lage hoeken. De antennehoogte van de antenne bepaalt de daalhoek (meestal 3 graden).
In de lucht vindt weer een optelling plaats van de 90Hz- en 150Hz-tonen. Zijn de signalen even sterk, dan wordt er op een vlieginstrument in de cockpit weergegeven dat men precies op het glijpad vliegt. Is een van de twee signalen sterker, dan wordt er op het vlieginstrument weergegeven dat het vliegtuig zich boven of beneden het glijpad bevindt. De projectie van het glijpad in de cockpit vindt normaal gesproken plaats op hetzelfde instrument als dat van de localizer, zodat de vlieger in één oogopslag beide afwijkingen kan zien.
Met deze twee systemen kan het vliegtuig door middel van radiosignalen via het ideale vliegpad de landingsbaan naderen. Moderne ILS-systemen kunnen een vliegtuig helemaal tot op de baan en tijdens de uitrol van de landing begeleiden, waardoor het mogelijk wordt om zelfs in zeer dichte mist veilige landingen uit te voeren.

### Localizer
Naast de hierboven beschreven signalen zendt een localizer identificatiesignalen uit op een frequentie van 1020 Hz. Dit zijn morsesignalen, bestaande uit de naam van de ILS. Zo'n naam bestaat altijd uit een drie of vier lettercode. Baan 06 van Luchthaven Schiphol heeft bijvoorbeeld een ILS met code "KAG". Deze code wordt gebruikt om de ILS te identificeren. Op deze manier weet de piloot dat hij de juiste ILS frequentie geselecteerd heeft en dat de ILS correct werkt.
Moderne ILS-systemen zijn zeer richtingsgevoelig. Oudere (dus minder richtingsgevoelige) systemen maken het mogelijk dat een baan een niet precieze nadering kan hebben, genaamd een localizer back course. Dit maakt het mogelijk om van de tegenovergestelde richting te landen, gebruikmakend van de signalen uitgezonden door de ILS. Hierbij moet de piloot wel rekening houden dat hij tegenovergesteld moet reageren op de aanwijzingen van de HSI. Om dit te voorkomen is het echter ook mogelijk om de frontcourse (dus de links-rechts-oriëntatie) in te stellen op de HSI. De aanwijzing zal dan wel de goede kant uitslaan, wat de kans op foutieve correcties verkleint.

### DME
Distance Measuring Equipment (DME) zorgt ervoor dat de piloot de afstand weet tot de landingsbaan (of als de DME met een VOR gekoppeld is, de afstand tot de VOR). In het verleden werden marker beacons gehanteerd om de piloot te assisteren bij het vliegen van de ILS. Tegenwoordig wordt steeds vaker DME gebruikt als vervanging van de markers. DME heeft als voordeel dat de installatie zich op het luchthaventerrein bevindt. De DME kan gekoppeld zijn aan de ILS, zodat als men de frequentie van de ILS instelt, men ook automatisch de DME heeft geselecteerd.

### Marker beacons
In het verleden werden "marker beacons" gebruikt om referentiepunten te hebben tijdens een instrument nadering. Inmiddels zijn deze bakens niet meer in gebruik, en vervangen door "checkpoints" gemarkeerd door DME.
De markers geven een recht naar boven gericht radiosignaal af. Bij het passeren van de markers worden in de cockpit akoestische en visuele signalen gegeven ter indicatie van de afstand tot de baan. Zo kan de piloot inschatten of hij zich op de goede hoogte begeeft.
Bij nadering van de landingsbaan worden de akoestische signalen korter en neemt de toonhoogte ervan toe; de draagfrequentie van de akoestische signalen is 75 MHz.

#### Outer marker

Blauwe outer marker

De outer marker zou op 7,4 km van het begin van de landingsbaan geplaatst moeten worden. Is dat niet mogelijk, dan mag hij maximaal 13 km (7 NM) en minimaal 7,4 km (4 NM) van de landingsbaan staan. Het signaal bestaat uit twee lange tonen met een frequentie van 400 Hz. In de cockpit licht een blauw lampje op. De outer marker wordt vaak gecombineerd met een NDB.

#### Middle marker

Oranje middle marker

De middle marker dient op 1066 m (3500 ft) van het begin van de landingsbaan geplaatst te worden. Het signaal bestaat uit afwisselend korte en lange tonen met een frequentie van 1300 Hz. In de cockpit licht een amber (geel) lampje op.

#### Inner marker

Witte inner marker

De inner marker wordt geplaatst op 305 m (1000 ft) van het begin van de landingsbaan. Het signaal bestaat uit korte tonen met een frequentie van 3000 Hz. In de cockpit licht een wit lampje op.
Inner markers zijn reeds enige jaren niet meer in gebruik. Wel worden deze op enkele locaties als airway marker gebruikt.

#### Fan marker
Een fan marker (ook BC marker genoemd) wordt gebruikt voor een localizer back course (zie Localizer in dit artikel). De fan marker wordt op 7,4 km (4 NM) van de landingsbaan geplaatst. Als dat niet kan, tussen 7,4 en 13 km. Het signaal dat een fan marker uitzendt is hetzelfde als een inner marker.

### Monitoring van de ILS
Het is belangrijk dat elke storing of afwijking door de piloot opgemerkt wordt. Het ILS-systeem wordt constant nauwkeurig in de gaten gehouden en bij een afwijking of storing wordt de identificatiecode niet meer uitgezonden of de navigatiesignalen worden van de draagfrequentie afgehaald. Hierdoor zal in de cockpit op het betreffende instrument een fout worden aangegeven (gepresenteerd op het instrument als een rode vlag) zodat de piloot er op geattendeerd wordt dat de indicaties onbetrouwbaar zijn.

## Gebruik van de ILS

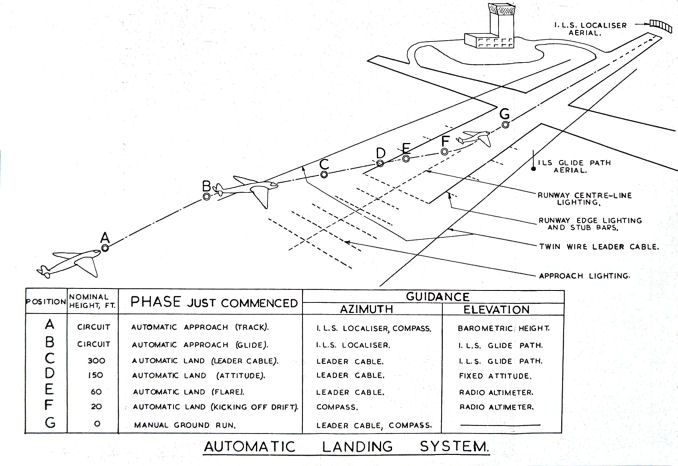
Tekening die illustreert hoe de componenten en signalen gebruikt worden indien het vliegtuig door middel van een ILS-signaal een automatische landing uitvoert.

Op grote luchthavens worden vliegtuigen door de luchtverkeersleiding naar de ILS toegebracht door ze hoogtes, snelheden en richtingen op te geven. Hierbij let de luchtverkeersleider er op dat er voldoende onderlinge afstand tussen de vliegtuigen is, maar dat er niet te veel vertraging optreedt. Een vliegtuig zal normaliter eerst de localizer oppakken (Engels: intercept) en op een afstand van ongeveer 6 NM (10,5 km) de glide slope.
Als men (volgens de glide slope) daalt en de beslissingshoogte (Engels: decision height) bereikt, moet men de landingsbaan of een minimale hoeveelheid van de baanverlichting in zicht hebben. Als men dat dan nog niet heeft, dan moet de piloot de landing afbreken en stijgen om het nog een keer te proberen of uit te wijken naar een ander vliegveld. Het afbreken van de nadering omdat men de landingsbaan niet in zicht heeft noemt men een doorstart (go-around), vervolgens wordt een van tevoren omschreven procedure: missed approach gevlogen.
Verschillende types ILS hebben verschillende beslissingshoogtes. Hoe hoger de nauwkeurigheid van de ILS, hoe lager de beslissingshoogte ligt (zie Categorieën ILS).
Voor het bepalen wanneer deze beslissingshoogte wordt bereikt gebruikt men bij categorie 1 een hoogtemeter. Voor categorie 2 en 3 vereist dit een hogere nauwkeurigheid en daarom gebruikt men in dat geval een radiohoogtemeter.
Voordat de piloot de ILS kan vliegen heeft hij dus een hoop informatie nodig (o.a. frequentie waarop de ILS wordt uitgezonden, naderingshoogte, beslissingshoogte, instructies in geval van een "missed approach"). Deze informatie wordt weergegeven op een approach plate.
Indien een vliegtuig gaat landen met behulp van de automatische piloot wordt dit gedaan met behulp van de signalen van de ILS. Hiertoe wordt de ILS "gekoppeld" aan één of meerdere onafhankelijke autopilotsystemen. Indien de nauwkeurigheid van de ILS voldoende is kan hiermee een automatische landing en uitrol op de landingsbaan worden gemaakt.

## Categorieën ILS
- ILS Cat. I - Een precieze instrumentennadering en -landing met een decision height (beslissingshoogte boven de grond) niet lager dan 200 ft en met een zichtafstand van niet minder dan 800 m of een zichtafstand op de landingsbaan niet minder dan 550 m als de landingsbaan voorzien is van Centerline Lighting.
- ILS Cat. II - Een precieze instrumentennadering en -landing met een decision height niet lager dan 100 ft en met een zichtafstand op de landingsbaan niet minder dan 300 m (JAR-OPS), 350 m (ICAO).
- ILS Cat. III is verder onderverdeeld:
  - ILS Cat. III A - Een precieze instrumentennadering en -landing met een decision height niet lager dan 50 ft en met een zichtafstand op de landingsbaan niet minder dan 200 m.
  - ILS Cat. III B - Een precieze instrumentennadering en -landing met een decision height tussen de 0 en 50 ft en met een zichtafstand op de landingsbaan niet minder dan 75 m.
  - ILS Cat. III C - Een precieze instrumentennadering zonder decision height en zonder grens van de (minimale) zichtafstand op de landingsbaan.

## Geschiedenis
Het testen van ILS begon in 1929 en de Civil Aeronautics Administration (CAA) liet in 1941 op verschillende plekken zes ILS-installaties installeren. De eerste landing van een passagiersvliegtuig dat gebruikmaakte van ILS vond plaats op 26 januari 1938 toen een Pennsylvania-Central Airlines Boeing 247-D van Washington naar Pittsburgh vloog en in een sneeuwstorm moest landen met alleen ILS tot zijn beschikking als navigatie.